# Música de Final Fantasy Tactics Advance
Final Fantasy Tactics Advance es un videojuego desarrollado por Square Enix en 2003 para la consola Game Boy Advance. Salieron a la luz dos álbumes oficiales con la música compuesta para el juego.

## Final Fantasy Tactics Advance Original Soundtrack
Final Fantasy Tactics Advance Original Soundtrack es la banda sonora original del videojuego
Final Fantasy Tactics Advance. El álbum contiene las pistas musicales utilizadas en el juego,
compuestas principalmente por Hitoshi Sakimoto, con la ayuda de Nobuo Uematsu, Kaori Ohkoshi, y Ayako Saso.
Tiene una duración total de 2:05:27. El álbum salió a la venta el 19 de febrero de 2003.
Fue comercializado por DigiCube.
Los temas están hechos en su mayoría con una temática clásica muy similar a los temas de la saga principal, los títulos de las canciones al igual que en otros Final Fantasy derivan de los sucesos principales que suceden en el juego. El primer disco incluye todas las canciones del juego, tal cual se oyen en la consola Game Boy Advance. El segundo disco contiene 32 de las 42 pistas en versión completamente orquestada.
| Disco 1 |                                         |          |  |
| N.º     | Título                                  | Duración |  |
| 1.      | «Main Theme»                            | 1:45     |  |
| 2.      | «Snow Dancing in the Schoolyard»        | 1:18     |  |
| 3.      | «Companions That Surpassed Their Tribe» | 1:58     |  |
| 4.      | «Magic Beast Farm»                      | 1:51     |  |
| 5.      | «Crystal»                               | 1:11     |  |
| 6.      | «Undeniable Anxiety»                    | 1:46     |  |
| 7.      | «Amber Valley»                          | 1:54     |  |
| 8.      | «Bell of Victory»                       | 0:08     |  |
| 9.      | «At the Bar»                            | 1:22     |  |
| 10.     | «Diferent World Ivalice»                | 1:09     |  |
| 11.     | «Engage»                                | 0:08     |  |
| 12.     | «Gathering Allies»                      | 1:07     |  |
| 13.     | «Walking in Ivalice»                    | 1:33     |  |
| 14.     | «Wind of Hope»                          | 0:07     |  |
| 15.     | «Teach Me, Montblanc»                   | 1:03     |  |
| 16.     | «Wounded Comrades»                      | 0:07     |  |
| 17.     | «Undefeated Heart»                      | 1:28     |  |
| 18.     | «Gained Fruit»                          | 0:13     |  |
| 19.     | «Marche»                                | 0:58     |  |
| 20.     | «Painful Battle»                        | 2:01     |  |
| 21.     | «Notice of Retreat»                     | 0:08     |  |
| 22.     | «Sleep of Defeat»                       | 0:49     |  |
| 23.     | «Prison»                                | 1:36     |  |
| 24.     | «Surpassing the Wall»                   | 1:18     |  |
| 25.     | «Exhausted Ones»                        | 0:13     |  |
| 26.     | «Mewt»                                  | 1:28     |  |
| 27.     | «Battle of Hope»                        | 2:05     |  |
| 28.     | «Level Up»                              | 0:06     |  |
| 29.     | «Law Card»                              | 1:22     |  |
| 30.     | «Ritz»                                  | 1:36     |  |
| 31.     | «Misterious Shop»                       | 1:02     |  |
| 32.     | «The Road We Both Aim For»              | 1:44     |  |
| 33.     | «Wind of Liberation»                    | 0:13     |  |
| 34.     | «Confusion»                             | 1:33     |  |
| 35.     | «Judge»                                 | 0:07     |  |
| 36.     | «Beyond the Wasteland»                  | 1:20     |  |
| 37.     | «The World Starting to Move»            | 1:21     |  |
| 38.     | «Unavoidable Destiny»                   | 1:33     |  |
| 39.     | «Incarnation»                           | 1:50     |  |
| 40.     | «Vanishing World»                       | 2:06     |  |
| 41.     | «A Place We Should Return To»           | 2:15     |  |
| 42.     | «Fulfilled Dream Segment»               | 2:54     |  |

| Disco 2 |                                         |          |  |
| N.º     | Título                                  | Duración |  |
| 1.      | «Main Theme»                            | 1:43     |  |
| 2.      | «Snow Dancing in the Schoolyard»        | 2:37     |  |
| 3.      | «Companions That Surpassed Their Tribe» | 3:27     |  |
| 4.      | «Magic Beast Farm»                      | 1:44     |  |
| 5.      | «Crystal»                               | 1:41     |  |
| 6.      | «Undeniable Anxiety»                    | 4:05     |  |
| 7.      | «Amber Valley»                          | 3:39     |  |
| 8.      | «At the Bar»                            | 1:16     |  |
| 9.      | «Diferent World Ivalice»                | 1:13     |  |
| 10.     | «Gathering Allies»                      | 1:40     |  |
| 11.     | «Walk in Ivalice»                       | 1:45     |  |
| 12.     | «Teach Me, Montblanc»                   | 1:59     |  |
| 13.     | «Undefeated Heart»                      | 7:32     |  |
| 14.     | «Marche»                                | 2:15     |  |
| 15.     | «Painful Battle»                        | 3:49     |  |
| 16.     | «Sleep of Sleep»                        | 0:38     |  |
| 17.     | «Prison»                                | 1:36     |  |
| 18.     | «Surpassing the Wall»                   | 1:21     |  |
| 19.     | «Mewt»                                  | 1:30     |  |
| 20.     | «Battle for Hope»                       | 3:49     |  |
| 21.     | «Law Card»                              | 1:21     |  |
| 22.     | «Ritz»                                  | 1:31     |  |
| 23.     | «Misterious Shop»                       | 1:02     |  |
| 24.     | «The Road We Both Aim For»              | 1:45     |  |
| 25.     | «Confusion»                             | 1:34     |  |
| 26.     | «Beyond the Wasteland»                  | 2:27     |  |
| 27.     | «The World Starting to Move»            | 2:27     |  |
| 28.     | «Unavoidable Destiny»                   | 2:39     |  |
| 29.     | «Incarnation»                           | 1:47     |  |
| 30.     | «Vanishing World»                       | 2:02     |  |
| 31.     | «A Place We Should Return To»           | 2:14     |  |
| 32.     | «Fulfilled Dream Segment»               | 2:53     |  |

## White: Melodies of Final Fantasy Tactics Advance
White: Melodies of Final Fantasy Tactics Advance es un arreglo musical orquestado de algunos de los temas del juego, compuestos principalmente por Hitoshi Sakimoto, con la asistencia de Nobuo Uematsu, Kaori Ohkoshi, y Ayako Saso, y arreglados por Yo Yamazaki, Akira Sasaki, y Satoshi Henmi. Contiene 11 pistas de una duración de 46:10. Fue publicado el 26 de febrero de 2003 por SME Visual Works.
| Temas |                                                    |          |  |
| N.º   | Título                                             | Duración |  |
| 1.    | «Magic Beast Farm (Bandneon Version)»              | 4:30     |  |
| 2.    | «Diferent World Ivalice (Piano Version)»           | 4:19     |  |
| 3.    | «Crystal (Quena Version)»                          | 3:43     |  |
| 4.    | «Mewt (Acoustic Guitar Version)»                   | 4:04     |  |
| 5.    | «Teach Me, Montblanc (Fagot Version)»              | 4:22     |  |
| 6.    | «Marche (Love for Humanity Version)»               | 4:01     |  |
| 7.    | «Main Theme (Piano Version)»                       | 4:09     |  |
| 8.    | «Unhideable Anxiety (Electric Guitar version)»     | 4:10     |  |
| 9.    | «Beyond The Wasteland (Bandneon Version)»          | 4:21     |  |
| 10.   | «A Place We Should Return To (Invincible Version)» | 3:40     |  |
| 11.   | «Amber Valley (Sing Me Softly Version)»            | 4:49     |  |